# Consórcio Interestadual de Desenvolvimento Sustentável do Nordeste
O Consórcio Interestadual de Desenvolvimento Sustentável do Nordeste (Consórcio Nordeste) é uma autarquia interestadual brasileira formada pelos estados de Alagoas, Bahia, Ceará, Maranhão, Paraíba, Pernambuco, Piauí, Rio Grande do Norte e Sergipe, todos localizados na Região Nordeste do Brasil. O consórcio público tem o propósito de promover o desenvolvimento sustentável e integrado na referida região, possibilitando conjuntamente a realização de compras públicas e a implementação integrada de políticas públicas, incluindo prestação de serviços públicos, como nas áreas de educação, comunicação, saúde, infraestrutura e segurança públicas.

## Histórico
O consórcio tem origem no Fórum dos Governadores do Nordeste, especificamente na reunião de 2019 em São Luís no dia 14 de março, poucos tempo antes do Fórum de Governadores do Brasil, ocorrido no dia 26. Nessa edição, foi assinado o protocolo para a criação do Consórcio Interestadual de Desenvolvimento Sustentável do Nordeste, como também uma carta abordando as posições compartilhadas entre os governadores sobre a desvinculação de receitas da União, a reforma da Previdência Social proposta no governo Bolsonaro, o pacto federativo no Brasil, a contratação de médicos após a saída de Cuba do Programa Mais Médicos, cortes no orçamento federal para educação e a política sobre armas.
A criação do consórcio dependeu da aprovação legislativa nas assembleias legislativas de cada um dos nove estados. No mês seguinte, representantes de emissoras de radiodifusão pública estaduais se reuniram em Salvador, em abril de 2019, como desdobramento do Consórcio Nordeste.
Foi aprovado o estatuto do Consórcio Nordeste em reunião de junho de 2019, quando os governadores se encontraram em Brasília com os então presidentes da Câmara dos Deputados Rodrigo Maia e do Senado Federal Eunício Oliveira.
O estatuto estabeleceu que são órgãos do consórcio a assembleia geral, a presidência, a secretaria executiva e o conselho consultivo, tendo Rui Costa (governador da Bahia) já sido escolhido em março para ser o primeiro presidente, em um processo de rodízio no comando da entidade. Os documentos de execução e pagamentos de contratos firmados pelo consórcio devem ter o acesso aberto aos cidadãos.
Em 15 de março de 2021, o Consórcio Nordeste confirmou a compra de compra de 37 milhões de doses da vacina Sputinik V, que ficarão disponíveis para o Plano Nacional de Imunização (PNI).

## Membros
| Estado              | Capital     | PIB em milhões de R$ (2018) | PIB per capita em R$ (2018) | População (2020) | Área (km²)  | IDH-M (2017) |
| ------------------- | ----------- | --------------------------- | --------------------------- | ---------------- | ----------- | ------------ |
| Alagoas             | Maceió      | 54.413                      | 16.375,56                   | 3 351 543        | 27 843,295  | 0,683        |
| Bahia               | Salvador    | 286.240                     | 19.324,04                   | 14 930 634       | 564.760,427 | 0,714        |
| Ceará               | Fortaleza   | 155.904                     | 17.178,26                   | 9 187 103        | 148 894,441 | 0,735        |
| Maranhão            | São Luís    | 98.179                      | 13.955,75                   | 7 114 598        | 329 642,182 | 0,687        |
| Paraíba             | João Pessoa | 64.374                      | 18.952,21                   | 4 039 277        | 56 467,242  | 0,722        |
| Pernambuco          | Recife      | 186.352                     | 19.623,65                   | 9 616 621        | 98 067,881  | 0,727        |
| Piauí               | Teresina    | 50.378                      | 15.432,05                   | 3 281 480        | 251 756,515 | 0,697        |
| Rio Grande do Norte | Natal       | 66.970                      | 19.249,60                   | 3 354 165        | 52 809,602  | 0,731        |
| Sergipe             | Aracaju     | 42.018                      | 18.442,63                   | 2 318 822        | 21 925,424  | 0,702        |

## Estrutura institucional
O Estatuto do Consórcio define que o mesmo é composto de:
- Assembleia Geral: órgão colegiado formado pelos nove governadores.[15]
- Presidência do Consórcio:[15]
- Conselho de Administração: instância deliberativa criada pela Assembleia Geral, com competências por estas delegadas, é órgão colegiado composto pelo Secretário Executivo, que o presidirá, e por 02 (dois) representantes indicados pelos Estados consorciados e eleitos pela Assembleia Geral.[15]
- Secretaria Executiva: assessora diretamente o Presidente do Consórcio e coordena as atividades desenvolvidas, através das unidades administrativas integrantes da estrutura organizacional. É chefiada pelo Secretário Executivo e composta por uma Chefia de Gabinete, uma Diretoria Administrativo-Financeira e cinco Subsecretarias de Programa.[15]

## Objetivos
Entre os objetivos do Consórcio estão:
- Promover a integração regional;[2]
- Articular e implementar de políticas públicas integradas;[2]
- Ampliar e modernizar a infraestrutura de exploração dos recursos naturais da região;[2]
- Atrair investimentos internos e externos para região Nordeste;[2]
- Modernizar a gestão dos Estados Membros e buscar parcerias com o setor privado;[2]
- Realizar compras compartilhadas;[2]
- Promover o desenvolvimento sustentável, respeitando o meio ambiente e a democracia;[2]
- Fortalecer a participação de micro e pequenas empresas na economia regional;[2]
- Gerar o bem-estar social na região.[2]

## Presidentes do Consórcio
- O governador da Bahia Rui Costa foi o primeiro presidente do consórcio, tendo iniciado em março de 2019.
- Em setembro de 2020, o governador do Piauí Wellington Dias foi eleito presidente.[16]
- Em janeiro de 2022, o governador de Pernambuco, Paulo Câmara, assumiu a presidência da Consórcio.[17]
- Em janeiro de 2023, o governador João Azevêdo assumiu a presidência.
- A governadora do Rio Grande do Norte, Fátima Bezerra, foi eleita e tornou-se a primeira mulher a presidir o Consórcio.[18]
- Em dezembro de 2024, o governador do Piauí, Rafael Fonteles, foi eleito para presidir o Consórcio Nordeste a partir de janeiro de 2025[19].